# Benisili
Benisili es una localidad española del municipio alicantino de Vall de Gallinera, en la Comunidad Valenciana.

## Historia
En el siglo XV aparece como su señor Juan Zapata de Calatayud, quien lo cede a su segundo hijo Luis Juan de Calatayud en su testamento, creando así una rama cadete del linaje.
La localidad pertenece al término municipal de Vall de Gallinera. Aparece descrita en el cuarto volumen del Diccionario geográfico-estadístico-histórico de España y sus posesiones de Ultramar de Pascual Madoz de la siguiente manera:

BENISILI: l. del ayunt. del valle de Gallinera, en la prov. de Alicante (11 leg.), part. jud. de Pego (1), aud. terr., c. g. y dióc. de Valencia (13): sit. en una de las colinas del Valle, goza de un clima sano, y libre ventilación. Es anejo de la parr. de Alpatró (V.); tiene una ermita donde se celebra misa los dias de precepto; al E. un cementerio y una fuente pública para consumo de los hab. En cuanto a las circunstancias de localidad, y del terreno, prod., pobl., riqueza y contr. se puede ver el art. Gallinera (valle de)
(Madoz, 1846, p. 225)

En 2021 la localidad tenía 36 habitantes censados.